# Куджоно

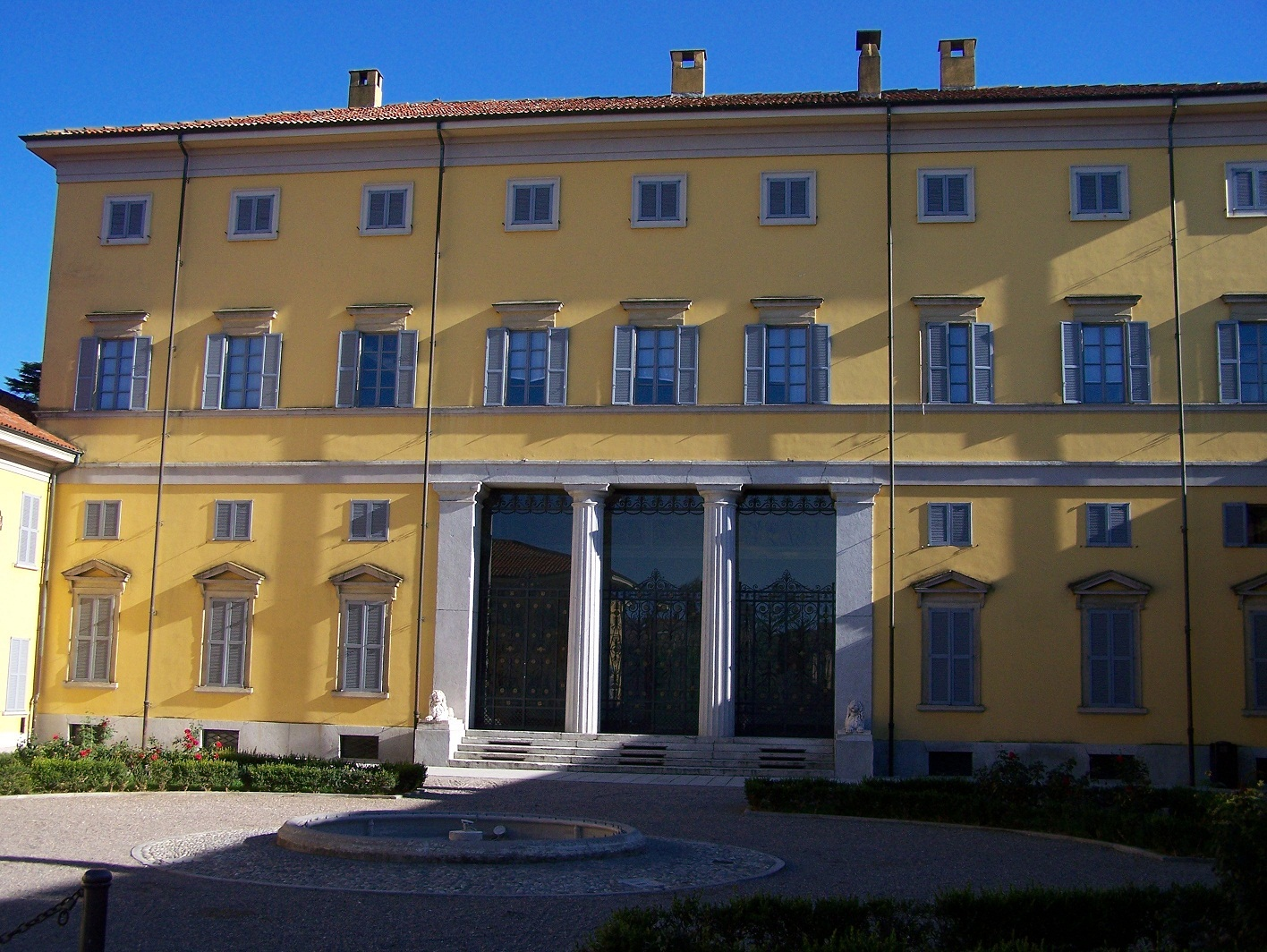
Вілла Анноні в Куджоно

Куджоно (італ. Cuggiono) — муніципалітет в Італії, у регіоні Ломбардія, метрополійне місто Мілан.
Куджоно розташоване на відстані близько 500 км на північний захід від Рима, 30 км на захід від Мілана.
Населення — 8280 осіб (2014).
Покровитель — святий Юрій.

## Демографія
Населення за роками:

Станом на 1 січня 2023 року в муніципалітеті офіційно проживав 781 іноземець з 41 країни, серед них 174 громадяни країн Євросоюзу та 48 громадян України.

## Уродженці
- Анджело Брандуарді (*1950) — італійський співак і композитор.
- Крістіан Стелліні (*1974) — італійський футболіст, захисник, захисник, згодом — футбольний тренер.

## Сусідні муніципалітети
- Арконате
- Бернате-Тічино
- Бускате
- Кастано-Примо
- Галліате
- Інверуно
- Мезеро
- Робеккетто-кон-Індуно